# Gössendorf
Gössendorf osztrák mezőváros Stájerország Graz-környéki járásában. 2017 januárjában 3918 lakosa volt.

## Elhelyezkedése

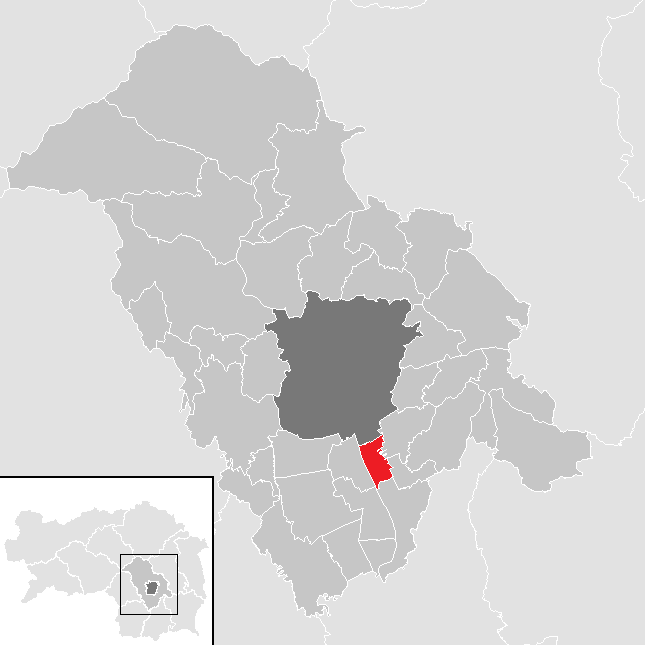
Gössendorf a Graz-környéki járásban

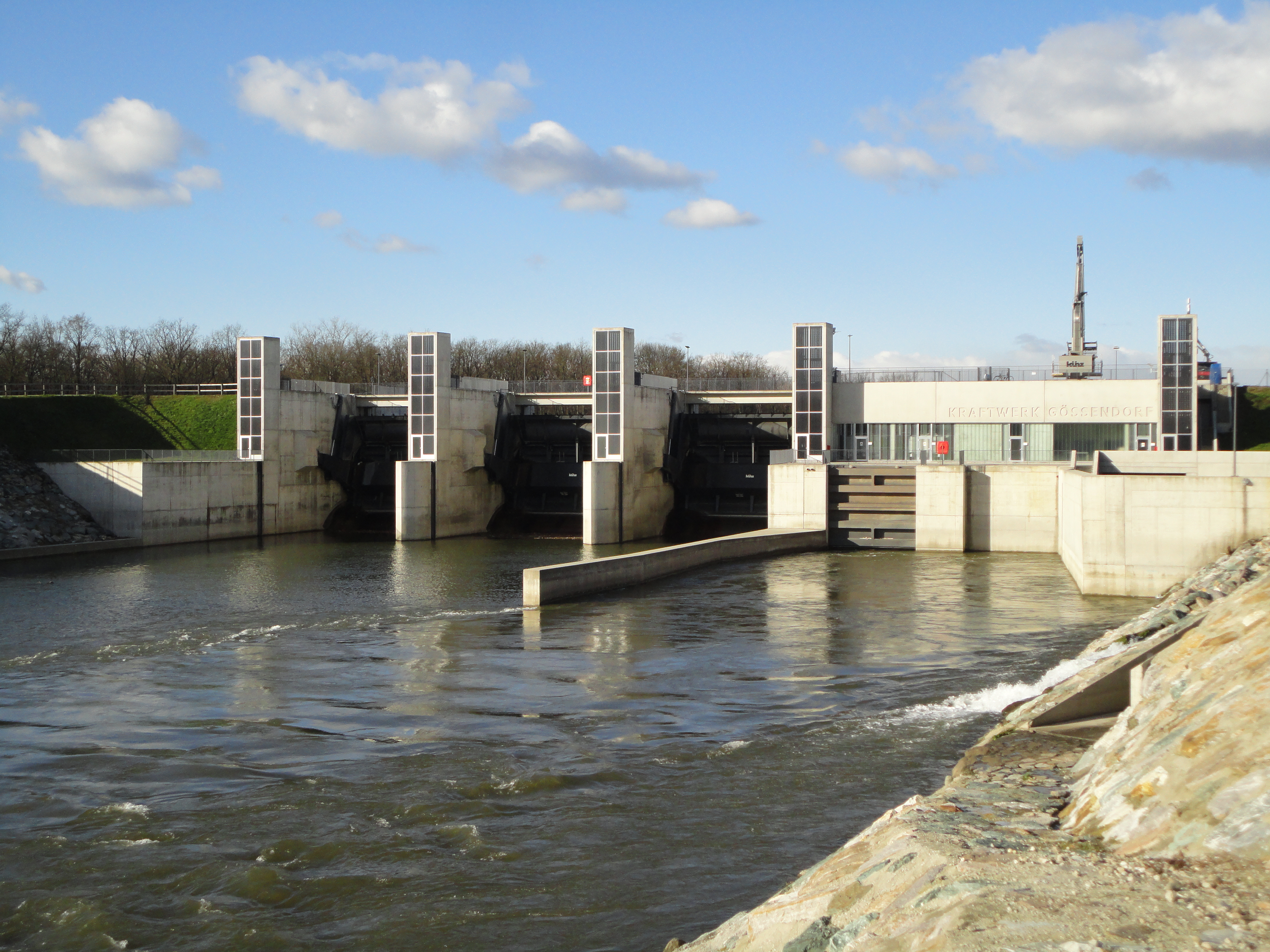
A gössendorfi vízierőmű

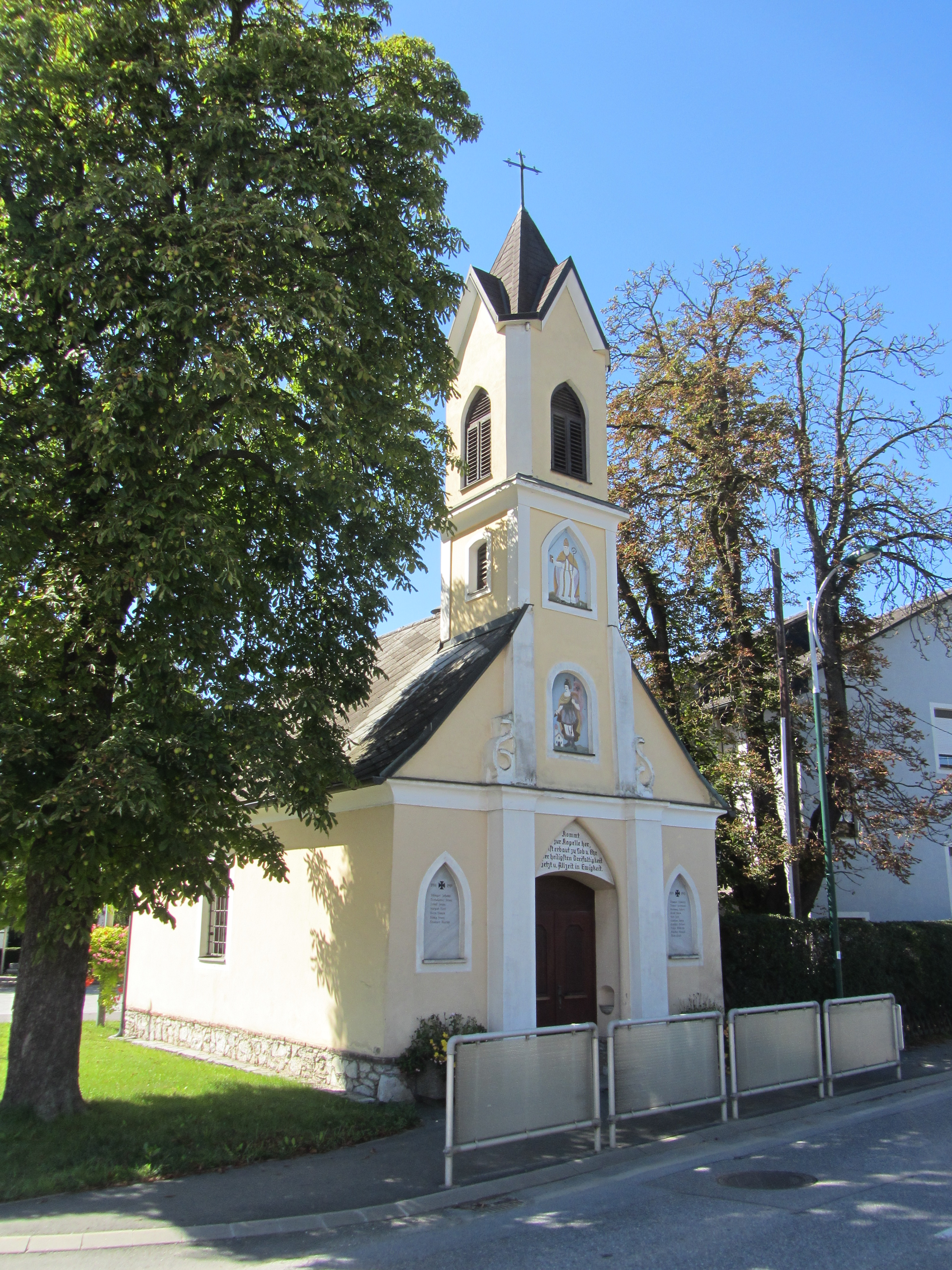
Thondorf kápolnája

Gössendorf a Grazi-medencében fekszik a Mura bal partján, Graztól közvetlenül délre. Az önkormányzat 3 települést egyesít: Dörfla (874 lakos 2017-ben), Gössendorf (2513 lakos) és Thondorf (531 lakos).
A környező önkormányzatok: északra Graz, északkeletre Raaba-Grambach, délkeletre Hausmannstätten, délre Fernitz-Mellach, délnyugatra Kalsdorf bei Graz, nyugatra Feldkirchen bei Graz.

## Története
Az önkormányzathoz tartozó települések közül Thondorfot említik elsőként, amikor az 1260-as években Volkmar grazi bíró egy ottani jobbágytelket adományozott phyrni ispotály részére.
Johannes Kepler, aki a grazi egyetemen tanított, 1597-ben Gössendorfban vette feleségül Barbara Müllert és két évig a Mühlegg-kastélyban laktak.
A község 1993-ban kapta címerét, amely a Volkmar címerén is szereplő unikornist és a Kepler idejében ismert hat bolygót ábrázolja.
Gössendorfot 2004-ben emelték mezővárosi rangra. 
2012-ben megkezdte működését a 19 megawattos gössendorfi vízierőmű. Gössendorfban található a Grazot ellátó legnagyobb szennyvízfeldolgozó telep; ennek ellenére a mezőváros szennyvizét délre, a wildoni feldolgozóba vezetik.    

## Lakosság
A gössendorfi önkormányzat területén 2017 januárjában 3918 fő élt. A lakosságszám az 1950-es években kezdett dinamikus növekedésbe (azóta majdnem megötszöröződött), elsősorban a Grazból a környező településekre kiköltözők miatt. 2015-ben a helybeliek 92,3%-a volt osztrák állampolgár; a külföldiek közül 1,5% a régi (2004 előtti), 3,6% az új EU-tagállamokból érkezett. 2% a volt Jugoszlávia (Szlovénia és Horvátország nélkül) vagy Törökország, 0,6% egyéb országok polgára. 2001-ben a lakosok 80,6%-a római katolikusnak, 2,9% evangélikusnak, 1,6% mohamedánnak, 10,8% pedig felekezet nélkülinek vallotta magát. Ugyanekkor 13 magyar élt a mezővárosban. A legnagyobb nemzetiségi csoportot a német mellett a horvátok alkották 1,2%-kal.

## Látnivalók
- a Mühlegg-kastély, amelyben Kepler élt 1597-1599 között. Csillagvizsgáló tornyát 1868-ban lebontották. 1974 óta a stájer kereskedelmi kamara bentlakásos iskolája működik benne.
- Gössendorf kápolnája
- Thondorf kápolnája

## Fordítás
- Ez a szócikk részben vagy egészben  a   Gössendorf című német Wikipédia-szócikk ezen változatának fordításán alapul.  Az eredeti cikk szerkesztőit annak laptörténete sorolja fel. Ez a jelzés csupán a megfogalmazás eredetét és a szerzői jogokat jelzi, nem szolgál a cikkben szereplő információk forrásmegjelöléseként.